# Warneckia
Warneckia là một chi bướm đêm thuộc họ Geometridae.